# Opilió d'Eivissa
Opilió d'Eivissa, Opilió d'Ebuso en llatí, és el primer bisbe d'Eivissa documentat. La seva existència és coneguda per una relació de bisbes assistents al Concili de Cartago de 484. El seu nom figura en l'apartat de Bisbes de l'illa de Sardenya, juntament, entre d'altres, amb Macari de Menorca i Elies de Mallorca.
El Concili de Cartago de 484, no reconegut per l'església catòlica, fou una reunió conjunta dels bisbes catòlics i arrians del regne vàndal, convocada pel rei Huneric, amb l'objecte d'unificar ambdues confessions sota l'hegemonia dels arrians, que era la religió del rei. El concili és un dels episodis que conformen la política anticatòlica d'Huneric, l'únic rei bàrbar que va realitzar una política violenta contra els catòlics, tot i que els seus actes foren de major intensitat en els territoris continentals que en els insulars del regne.